# 진여
진여(眞如)는 "있는 그대로의 것" · "꼭 그러한 것"을 뜻하는 산스크리트어 타타타(तथाता, tathātā)의 번역어이다.
원시불교의 교의에 의하면, 사물의 "있는 그대로"의 모습은 무상(無常) · 무아(無我)이다. 즉 모든 사물은 연기(緣起)의 존재일 뿐이다. 원시 불교에서 진여는 이 연기의 이법(理法)이 영원한 진리라는 것을 나타내는 말이었다.
후에 대승불교에 이르러서는 진여는 현상 세계 그 자체, 또는 모든 현상적인 차별상(差別相)을 초월한 절대의 세계, 또는 우주의 진리인 법신(法身)의 본질, 즉, 법성(法性)을 뜻하게 되었다. 이들 세 가지 의미 중 세 번째의 법성의 문맥에서, 진여는 법성의 실상은 언제나 변함이 없이 진실하여 여여하다는 것을 뜻한다.

## 같이 보기
- 10진여
- 3도 가운데 수도
- 10지
- 10중장

## 참고 문헌
- 이 문서에는 다음커뮤니케이션(현 카카오)에서 GFDL 또는 CC-SA 라이선스로 배포한 글로벌 세계대백과사전의 내용을 기초로 작성된 글이 포함되어 있습니다.